# Ла Тремуй
Тремуй (фр. de La Trémoille, de La Trémoïlle или de La Trémouille) — древняя французская дворянская фамилия. В старых русских источниках могла передаваться как Тремуйль. Родоначальником её считается Пьер, живший около 1040 года и владевший сеньорией Ла Тремуй (ныне Ла Тримуй фр. La Trimouille) на границе Пуату и Ла Марша. О ранних представителях рода сохранились малочисленные сведения.
Фамилия Тремуй, существующая и сейчас, разделилась на несколько ветвей.
Угасшие линии: сеньоры де Фонморан (конец XVI в.), маркизы, а потом герцоги де Нуармутье (в 1733 г.), графы де Жуаньи (в 1467 г.), бароны де Дур (вторая пол. XV в.), маркизы де Руайан, графы д’Олонн, слившиеся с домом Монморанси в конце XVII в.
Возвышение рода при дворе французского короля началось в XIV веке.
Посредством брачных союзов фамилия Тремуй последовательно получала титулы принцев де Тарент, де Тальмон, графов де Лаваль и т. д. В 1563 году виконтство Туар, которое им принадлежало, было сделано герцогством. В 1730 году Анн-Шарль де-ла-Тремуй сделался герцогом де Шательро, а его сын Людовик-Станислав получил впоследствии титул герцога де Тейлебур.
Наиболее известные представители:
- Жорж I де Ла Тремуй (1382—1446) — фаворит французского короля Карла VII, граф Оверньский и Булонский (с 1416, посредством брака на вдове герцога Беррийского), великий камергер Франции; принадлежал сначала к бургундской партии, потом сблизился с приверженцами дофина и принял участие в умерщвлении Жана Бургундского, в 1419 г. Когда появилась Жанна д’Арк, Ла Тремуй принадлежал к числу тех, которые ей не доверяли и противодействовали её влиянию на короля, больше надеясь на осторожную политику, чем на военные действия. Интригами содействовал отстранению от власти коннетабля Ришмона и казням других влиятельных лиц. В 1433 году похищен Пьером д’Амбуаз-Шомоном и впал в немилость. В 1440 г. Ла Тремуй принял участие в бунте Прагерии, но был прощён королём.
- Луи II де Ла Тремуй (1460—1525) — внук Жоржа де Ла Тремуя и одного из его злейших врагов — Луи д’Амбуаза, виконт де Туар (с 1483); участвовал в Безумной войне и в итальянском походе Карла VIII. В 1500 году, назначенный главнокомандующим в Италии, он занял Милан. В 1503 году неудачно сражался в Неаполе против Гонсальво Кордуанского; позже участвовал в битвах при Новаре (1513) и Мариньяно (1515), равно как и в походах против англичан в Пикардии; пал в сражении при Павии (1525). Назван современниками «рыцарем без упрёка».
- Клод де Ла Тремуй (1566—1604) — сын Луи III де Ла Тремуя, герцога Туара и Жанны де Монморанси, дочери коннетабля Анна де Монморанси.
- Шарлотта де Ла Тремуй (1599—1668) — французская аристократка.
- Шарль-Арман-Рене де ла Тремуй (1708—1741), герцог де Туар — французский придворный и военный деятель.
- Антуан Филипп принц Тальмон де ла Тремуй (1765—1794) — французский генерал.
- Луиза Эмануиловна де-ла-Тремуль, принцесса де Тарант (1763—1814) — статс-дама, герцогиня, эмигрантка.

## В художественной литературе
Сюзанна де Ла Тремуйль де Тальмон — главная героиня многотомного исторического романа Роксаны Гедеон «Сюзанна» («Фея Семи Лесов», «Валтасаров пир», «Великий страх»). Роман охватывает события, предшествующие Французской революции, саму революцию и правление Наполеона. Героиня является фрейлиной королевы Марии Антуанетты, а ее отец Филипп Антуан де ла Тремуйль, принц де Тальмон, выступает как генерал (впоследствии маршал) и пэр Франции.